# Antonio Targioni Tozzetti
Pour les articles homonymes, voir Targioni Tozzetti.
Antonio Targioni Tozzetti, né le 11 septembre 1785 à Florence et mort le 18 décembre 1856 dans la même ville, est un médecin et un botaniste italien, , membre de l'Académie des sciences de Turin et de l'Accademia della Crusca..

## Biographie
Antonio Targioni Tozzetti est le neveu du naturaliste Giovanni Targioni Tozzetti (1712-1783). Il enseigne la botanique, la médecine et la chimie à l'hôpital Santa Maria Nuova. Il fait paraître en 1825, Raccolta di fiori, frutti ed agrumi piu ricercati per l'adornamento dei giardini disegnati al naturale da vari artisti.
Il meurt le 18 décembre 1856 à l'âge de 71 ans, est est inhumé dans la basilique Santa Croce de Florence

## Publications
- Cenni storici sulla introduzione di varie piante nell'agricoltura ed orticoltura toscana. Firenze, Tipografia Galileiana. 325 p., 1853
  - OpenLibrary
  - aussi sur BHL, où l'on peut lire (et copier) le texte entier.
  - livre entier wikifié sur Pl@ntUse

Ce livre, qui reste utile pour accéder aux sources italiennes anciennes, a été abondamment cité par les auteurs ultérieurs sur l'histoire des plantes cultivées, comme Alphonse de Candolle (Origine des plantes cultivées, 1882) et Edward Sturtevant (1919).